# 子供之國線
子供之國線（日语：／ Kodomonokuni sen */?），又譯「兒童之國線」，是一條連結神奈川縣橫濱市綠區長津田站與橫濱市青葉區子供之國站的鐵路線。橫濱高速鐵道作為第三種鐵道事業者保有軌道，由東急電鐵（東急）作為第二種鐵道事業者進行旅客運送。2000年為止由社会福祉法人子供之國協会保有設施。
路線圖與車站編號使用的路線顏色為藍色，路線記號為KD。
與其他的第二種鐵道事業線不同，車站等顯示的是第三種鐵道事業者橫濱高速鐵道的公司名。

## 路線資料
- 管轄：橫濱高速鐵道（第三種鐵道事業者）、東急電鐵（第二種鐵道事業者）
- 路線距離：3.4公里
- 軌距：1067毫米
- 複線路段：沒有（全線單線）
- 電氣化路段：全線（直流1500V）
- 閉塞方式：車內信號閉塞式（東急新CS-ATC）

## 車輛
子供之國線的車輛如下。
- 初代（開業時－1975年）：東急3000系（日语：東急3000系電車 (初代)） Deha 3405（日语：東急3000系電車 (初代)#デハ3400形）-Kuha 3866（日语：東急3000系電車 (初代)#クハ3850形・サハ3370形）
- 第2代（1975年－1980年）：東急3000系（3600系）（日语：東急3600系電車） Deha 3608-Kuha 3772
- 第3代（1980年－1989年）：東急7200系（日语：東急7200系電車） Deha 7200-Kuha 7500（鋁車體試作車）
- 第4代（1989年－2000年）：東急7000系（初代）（日语：東急7000系電車 (初代)） Deha 7057-Deha 7052（一人改造車）
- 第5代（1999年－）：橫濱高速鐵道Y000系電聯車
  - 2節編組。多客時將2班連結成為4節編組運行。

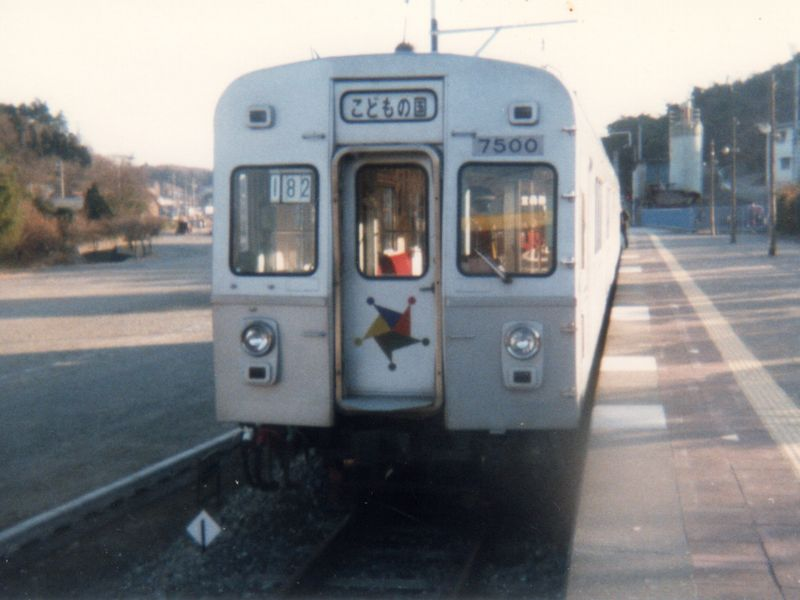
東急7200系鋁車體試作車（1985年8月）
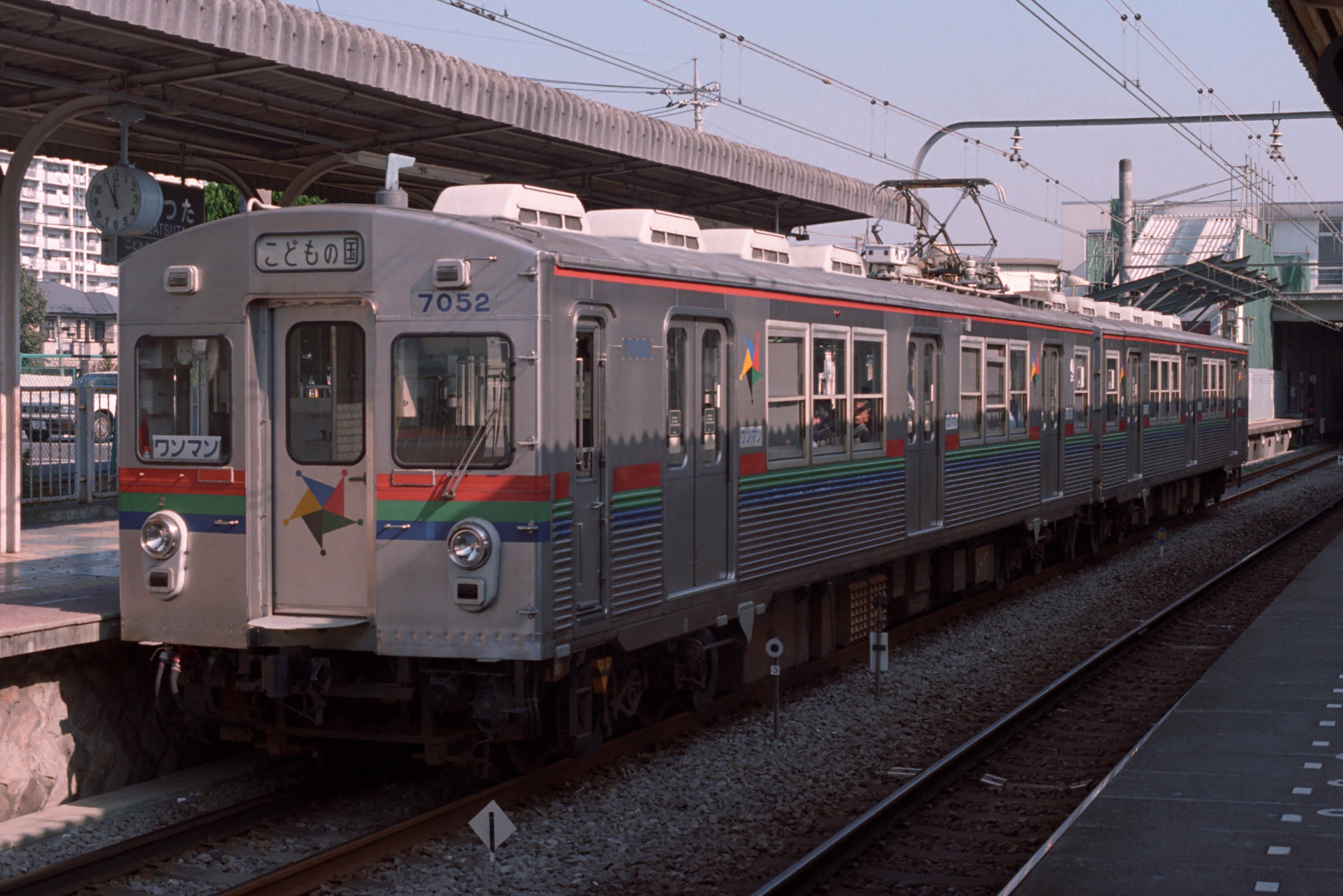
Y000系入線使用的東急7000系列車（1998年頃）
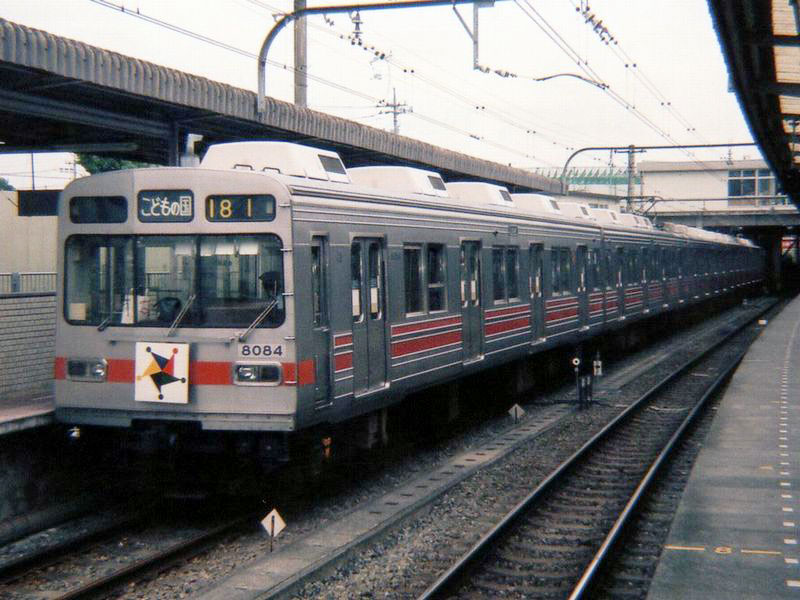
子供之國線使用的東急8090系列車（1991年7月）

## 車費
車費在通勤線化以前與其他東急各線屬於不同體系。全線均一制，截至2014年4月1日，使用IC卡為154日圓，購買車票為160日圓（兒童分別為77日圓、80日圓）。

## 車站列表
- 所有車站均位於神奈川縣橫濱市。
- 2012年2月上旬起依次引入車站編號[3]。
- 除起點站外均為無人站。起點的長津田站本路線部分亦無站員常駐。

| 車站編號 | 中文站名 | 日文站名 | 英文站名 | 站間距離 | 累計距離 | 接續路線                                                      | 所在地 |
| -------- | -------- | -------- | -------- | -------- | -------- | ------------------------------------------------------------- | ------ |
| KD01     | 長津田   |          |          | -        | 0.0      | 東急電鐵： 田園都市線（DT22） 東日本旅客鐵道： 橫濱線（JH21） | 綠區   |
| KD02     | 恩田     |          |          | 1.8      | 1.8      |                                                               | 青葉區 |
| KD03     | 子供之國 |          |          | 1.6      | 3.4      |                                                               | 青葉區 |